# 陈桂林
陈桂林（1941年12月17日—），福建南安人，空间红外遥感专家，中国科学院院士。
陈桂林于1967年毕业于西安交通大学无线电工程系。1970年起长期在中国科学院上海技术物理研究所工作。1984年起担任风云二号气象卫星主体仪器——多通道扫描辐射计课题组组长。2001年当选中国科学院信息技术科学部院士。现为风云二号副总设计师。
他获得过国家科技进步三等奖、中科院科技进步特等奖等奖项，还曾被评为全国优秀科技工作者、全国五一劳动奖章、全国先进工作者。